# Hadjatsch
Hadjatsch (ukrainisch Гадяч, russisch Гадяч, Gadjatsch; polnisch Hadziacz) ist eine Stadt in der zentralukrainischen Oblast Poltawa an der Mündung des Hrun in den Psel. Hadjatsch war bis Juli 2020 das Rajonszentrum des gleichnamigen Rajons Hadjatsch, jedoch verwaltungstechnisch kein Teil desselben. Der Name des Ortes leitet sich von dem altslawischen Wort gadiach ab und bedeutet "gut zum Leben".

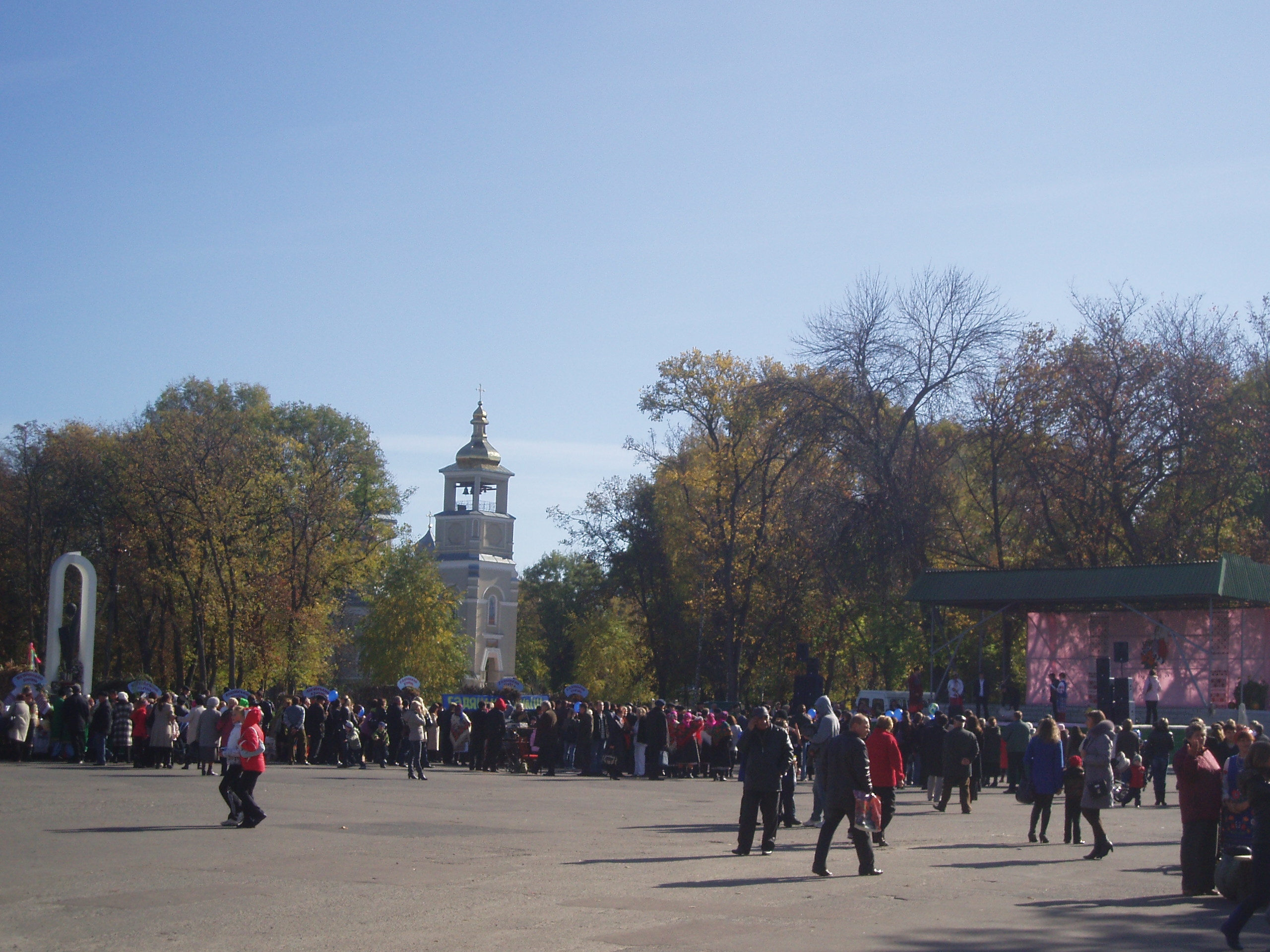
Blick ins Zentrum der Stadt

## Geschichte
Die Gründung erfolgte unter polnisch-litauischer Hoheit, wobei das genaue Datum nicht bekannt ist. Erstmals urkundlich erwähnt wurde Hadjatsch 1634. Mit dem Beginn des Aufstandes der ukrainischen Kosaken unter Bohdan Chmelnyzkyj gegen Polen-Litauen 1648 wurde der Ort Teil des Kosakenstaates. 1649 bestand die von Kindrat Burljaj kommandierte Hadjatscher Hundertschaft aus 245 Kosaken. Im Frühjahr 1658 kam es in der Stadt zu Verhandlungen zwischen den polnischen Emissären S. Bieniewski und K. Jewłaszewski und den ukrainischen Kosaken unter Jurij Nemyrytsch und Pawlo Teterja. Hierbei wurden wesentliche Vereinbarungen getroffen, welche letztendlich im sogenannten „Vertrag von Hadjatsch“ bzw. der „Union von Hadjatsch“ durch den Kosakenrat im September 1658 im nahegelegenen Lypowa Dolyna ratifiziert wurde. Von 1663 bis 1668 wurde der Ort zur Residenz des Hetmans der linksufrigen Ukraine Iwan Brjuchowezkyj und damit zum administrativen Zentrum der Kosaken dieses Gebiets. In dieser Zeit entstanden Residenz- und Administrationsgebäude, Kirchen und neue Befestigungsanlagen.

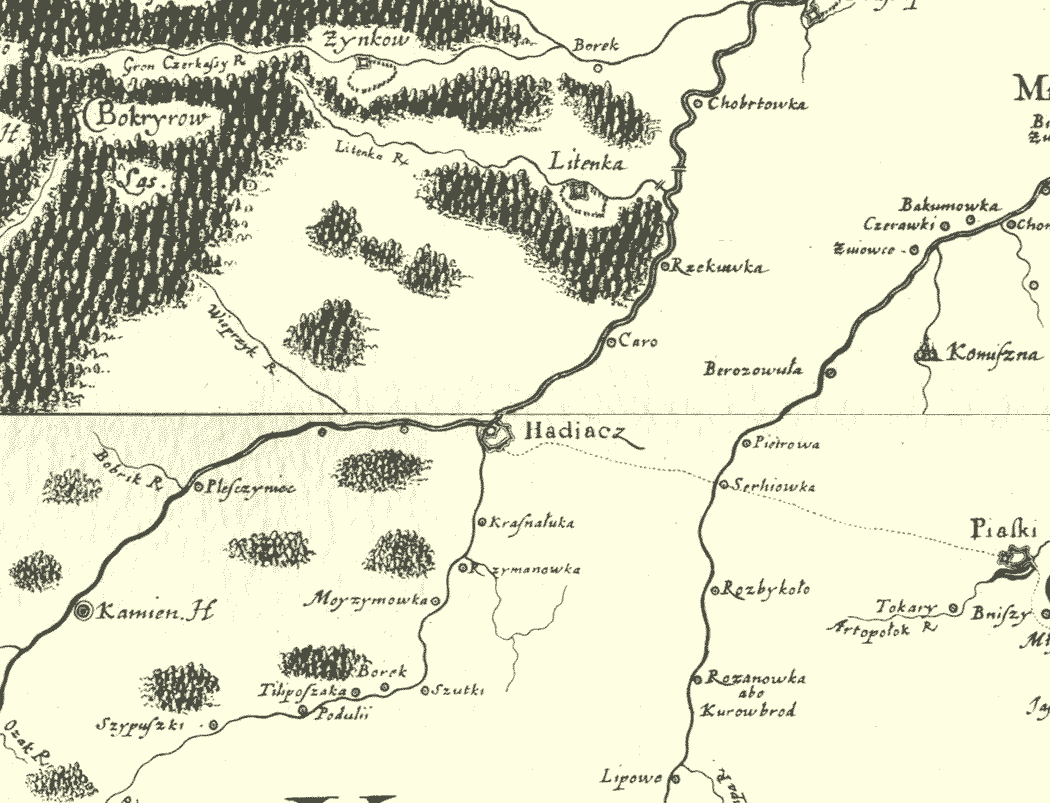
Umgebung von Hadjatsch (1650)

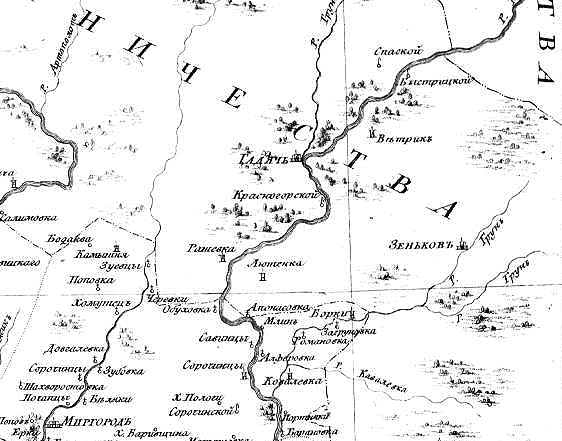
Umgebung von Hadjatsch (1800)

Im Großen Nordischen Krieg war die Festung Hadjatsch 1709 von den Schweden besetzt, welche dort ein Lazarett einrichteten. Ab 1713 gehörte die Stadt offiziell zu Russland und wurde 1803 Teil des Gouvernements Poltawa und Verwaltungszentrum eines Ujesds/Powits. 1782 wohnten in Hadjatsch 3734 Einwohner, darunter 1827 Männer und 1907 Frauen.
Im 19. Jahrhundert konnte die Stadt nicht stark anwachsen, da zunächst kein Anschluss an das Eisenbahnnetz erfolgte. Auf Basis der ersten Russischen Volkszählung lebten 1897 in Hadjatsch 7721 Einwohner, wobei damals Ukrainer (72,85 %), Juden (24,01 %) und Russen (2,6 %) die größten Bevölkerungsgruppen stellten. Um die Jahrhundertwende bestand die Stadt aus 60 Stein-, 950 Holz- und 102 Lehmhäusern. Es gab 16 kleinere Industriebetriebe, neun Wind- und drei Wassermühlen. An religiösen Einrichtungen gab es vier orthodoxe Kirchen und zwei jüdische Gebetshäuser. Weiterhin verfügte die Stadt über eine städtische Lehranstalt und eine städtische Bank.

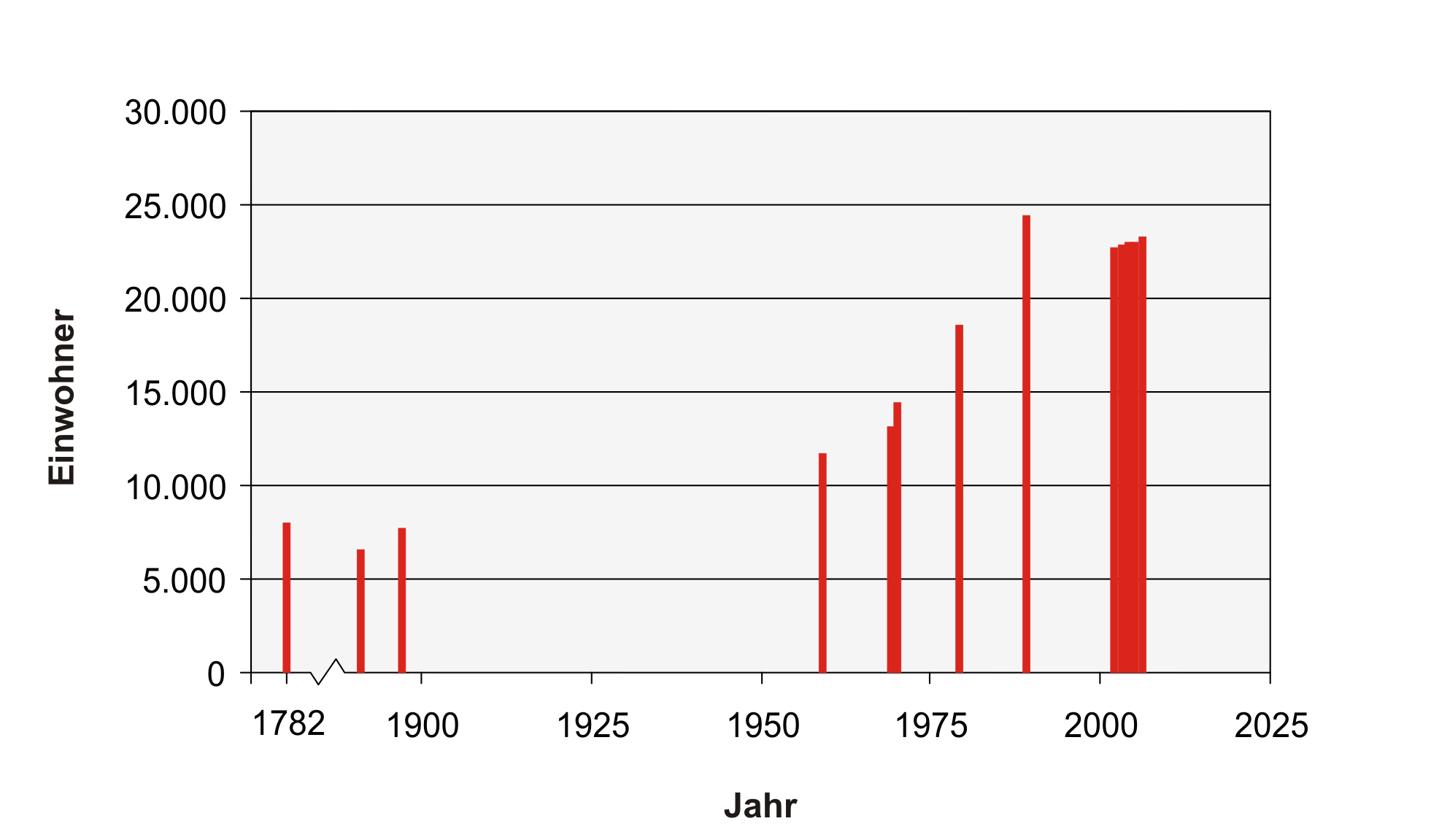
Einwohnerentwicklung

In der ersten Hälfte des 20. Jahrhunderts musste die Bevölkerung der Stadt durch die Hungersnot und im Zweiten Weltkrieg schwere Verluste erleiden. Dies betraf insbesondere die jüdische Bevölkerung, die bereits 1905 und 1919 von Pogromen betroffen gewesen war. Am 9. Januar 1942 wurde von den Deutschen im Ort eine Massenexekution durchgeführt.
Nach 1945 erlebte die Stadt eine starke Wachstumsphase. Lebten 1959 11.725 Personen in Hadjatsch, so waren es 1970 14.478, 1979 18.578 und 1989 24.375 Einwohner. Im Zuge der Transformationskrise ist die Bevölkerung um mehr als 10 % zurückgegangen. Die Stadt hat sich in den 1990er Jahren zu einem Wallfahrtsort für Juden aus aller Welt entwickelt, da hier der Rabbiner Schnëur Salman von Liadi begraben ist, welcher eine wichtige Rolle in der chassidischen Bewegung spielte. Es gibt auch noch eine kleine jüdische Gemeinde. Die Stadt verfügt über eine Kulturhochschule, eine technische Lehranstalt, vier allgemeinbildende Mittelschulen und sechs Kindergärten. Zu den Sehenswürdigkeiten gehört eine Steinkirche (ukrainisch Всіхсвятська церква Wsichswajatska zerkwa) aus dem Jahr 1836.
Die Stadt stand bis zum 13. Mai 2015 unter Rajonsverwaltung und wurde ab diesem Tag unter Oblastverwaltung gestellt.

## Wirtschaft und Verkehr
Der industrielle Schwerpunkt der Stadt liegt auf der Nahrungsmittel- und der Baumaterialindustrie. In der Nähe der Stadt befinden sich erschlossen Öl- und Gasfelder. Hadjatsch liegt an der Straße T-1705 (Sawodske – Hadjatsch – Ochtyrka). Sie ist über eine Stichstrecke an die Eisenbahnlinie Krementschuk-Romodan-Romny-Bachmatsch-Homel angeschlossen.

## Verwaltungsgliederung
Am 19. September 2018 wurde die Stadt zum Zentrum der neugegründeten Stadtgemeinde Hadjatsch (Гадяцька міська громада/Hadjazka miska hromada). Zu dieser zählen auch die 10 Dörfer Bilentschenkiwka, Hrypaky, Kiblyzke, Orichanowe, Osnjahy, Ostrowerchiwka, Petroseliwka, Pyssariwschtschyna, Rudykiw und Stepanenky, bis dahin bildete sie die gleichnamige Stadtratsgemeinde Hadjatsch (Гадяцька міська рада/Hadjazka miska rada) unter Oblastverwaltung im Zentrum des ihn umgebenden Rajons Hadjatsch.
Am 12. Juni 2020 kamen noch weitere 10 in der untstehenden Tabelle aufgelistete Dörfer zum Gemeindegebiet.
Am 17. Juli 2020 kam es im Zuge einer großen Rajonsreform zum Anschluss des Rajonsgebietes an den Rajon Myrhorod.
Folgende Orte sind neben dem Hauptort Hadjatsch Teil der Gemeinde:
| Name                     | Name             | Name                                   |
| ukrainisch transkribiert | ukrainisch       | russisch                               |
| ------------------------ | ---------------- | -------------------------------------- |
| Bilentschenkiwka         | Біленченківка    | Беленченковка (Belentschenkowka)       |
| Butowytscheske           | Бутовичеське     | Бутовическое (Butowitscheskoje)        |
| Charkiwzi                | Харківці         | Харьковцы (Charkowzy)                  |
| Donziwschtschyna         | Донцівщина       | Донцовщина (Donzowschtschina)          |
| Hrypaky                  | Грипаки          | Грипаки (Gripaki)                      |
| Kiblyzke                 | Кіблицьке        | Киблицкое (Kiblizkoje)                 |
| Kruhlyk                  | Круглик          | Круглик (Kruglik)                      |
| Kyjiwske                 | Київське         | Киевское (Kijewskoje)                  |
| Kyjaschkiwske            | Кияшківське      | Кияшковское (Kijaschkowskoje)          |
| Mali Budyschtscha        | Малі Будища      | Малые Будища (Malyje Budischtscha)     |
| Orichanowe               | Оріханове        | Ореханово (Orechanowo)                 |
| Osnjahy                  | Осняги           | Осняги (Osnjagi)                       |
| Ostrowerchiwka           | Островерхівка    | Островерховка (Ostrowerchowka)         |
| Petroseliwka             | Петроселівка     | Петроселовка (Petroselowka)            |
| Pyssariwschtschyna       | Писарівщина      | Писаревщина (Pissarewschtschina)       |
| Rudykiw                  | Рудиків          | Рудиков (Rudikow)                      |
| Sarantschowa Dolyna      | Саранчова Долина | Саранчова Долина (Sarantschowa Dolina) |
| Sary                     | Сари             | Сары                                   |
| Stepanenky               | Степаненки       | Степаненки (Stepanenki)                |
| Tscherwonyj Kut          | Червоний Кут     | Червоный Кут (Tscherwony Kut)          |

## Persönlichkeiten
- Residenz des ukrainischen Hetmans und russischen Bujaren Iwan Brjuchowezkyj († 1668)
- Sterbesort des Rabbiners Schneur Salman (1745–1812)
- Geburtsort des ukrainischen Historikers, Philosophen, Literaturwissenschaftler und Publizisten Mychajlo Drahomanow (1841–1895)
- Geburtsort der ukrainischen Schriftstellerin und Journalistin Olena Ptschilka (1849–1930)
- Wohnort (1858–1865) des ukrainischen Schriftstellers und Übersetzers Panas Myrnyj (1849–1920)
- Wohn- und Sterbeort des ukrainischen Dichters und Übersetzers Petro Drahomanow (1802–1860)
- Geburtsort der ukrainischen Politikers Andrij Makarenko (1885–1963)